# Odochilus parajohnsoni
Odochilus parajohnsoni är en skalbaggsart som beskrevs av Rakovic 1997. Odochilus parajohnsoni ingår i släktet Odochilus och familjen Aphodiidae. Inga underarter finns listade i Catalogue of Life.